# Widlino (powiat pucki)
Widlino (też: Wiedlino, kaszb. Wiedlëno) – wieś kaszubska w Polsce położona w województwie pomorskim, w powiecie puckim, w gminie Puck na wschodnim skraju Puszczy Darżlubskiej, przynależna do sołectwa Połchowo.
W latach 1975–1998 miejscowość administracyjnie należała do województwa gdańskiego.
Inne miejscowości o nazwie Widlino: Widlino (powiat kartuski)